# Gran Premio motociclistico delle Americhe 2014
Il Gran Premio motociclistico delle Americhe 2014 svolto il 13 aprile 2014 al circuito delle Americhe, è stato sia la seconda prova del motomondiale 2014 che la seconda edizione del gran premio stesso; ha visto le vittorie in MotoGP di Marc Márquez, in Moto2 di Maverick Viñales e in Moto3 di Jack Miller. Sia per Marc Márquez che per Jack Miller si è trattato del secondo successo consecutivo, cosa che li ha portati in testa alla classifica iridata a punteggio pieno.

## MotoGP
Al termine della gara, caratterizzata anche dal fatto che vari piloti hanno lamentato problemi con i loro pneumatici, le prime due posizioni sono state appannaggio dei due piloti della squadra ufficiale Honda, Marc Márquez e Daniel Pedrosa che già si erano aggiudicati anche le prime due posizioni nella griglia di partenza, seguiti dalla Ducati ufficiale di Andrea Dovizioso (cosa che per la squadra italiana ha rappresentato il ritorno sul podio dopo numerose gare di assenza). Il migliore tra le moto Open è stato Aleix Espargaró giunto al 9º posto assoluto.

### Arrivati al traguardo
| Pos. | Nº | Pilota           | Squadra                   | Motocicletta       | Giri | Tempo     | Griglia | Punti |
| ---- | -- | ---------------- | ------------------------- | ------------------ | ---- | --------- | ------- | ----- |
| 1º   | 93 | Marc Márquez     | Repsol Honda              | Honda RC213V       | 21   | 43'33.430 | 1º      | 25    |
| 2º   | 26 | Dani Pedrosa     | Repsol Honda              | Honda RC213V       | 21   | +4.124    | 2º      | 20    |
| 3º   | 4  | Andrea Dovizioso | Ducati Team               | Ducati Desmosedici | 21   | +20.976   | 10º     | 16    |
| 4º   | 6  | Stefan Bradl     | LCR Honda                 | Honda RC213V       | 21   | +22.790   | 3º      | 13    |
| 5º   | 38 | Bradley Smith    | Monster Yamaha Tech 3     | Yamaha YZR-M1      | 21   | +22.963   | 8º      | 11    |
| 6º   | 44 | Pol Espargaró    | Monster Yamaha Tech 3     | Yamaha YZR-M1      | 21   | +26.567   | 11º     | 10    |
| 7º   | 29 | Andrea Iannone   | Pramac Racing             | Ducati Desmosedici | 21   | +28.257   | 9º      | 9     |
| 8º   | 46 | Valentino Rossi  | Movistar Yamaha           | Yamaha YZR-M1      | 21   | +45.519   | 6º      | 8     |
| 9º   | 41 | Aleix Espargaró  | NGM Forward Racing        | Forward Yamaha     | 21   | +47.605   | 4º      | 7     |
| 10º  | 99 | Jorge Lorenzo    | Movistar Yamaha           | Yamaha YZR-M1      | 21   | +49.111   | 5º      | 6     |
| 11º  | 69 | Nicky Hayden     | Drive M7 Aspar            | Honda RCV1000R     | 21   | +1:00.735 | 14º     | 5     |
| 12º  | 7  | Hiroshi Aoyama   | Drive M7 Aspar            | Honda RCV1000R     | 21   | +1:03.954 | 16º     | 4     |
| 13º  | 68 | Yonny Hernández  | Energy T.I. Pramac Racing | Ducati Desmosedici | 21   | +1:07.333 | 15º     | 3     |
| 14º  | 17 | Karel Abraham    | Cardion AB Motoracing     | Honda RCV1000R     | 21   | +1:27.972 | 17º     | 2     |
| 15º  | 8  | Héctor Barberá   | Avintia Racing            | Avintia GP14       | 21   | +1:32.376 | 18º     | 1     |
| 16º  | 70 | Michael Laverty  | Paul Bird Motorsport      | PBM                | 21   | +1:32.543 | 20º     |       |
| 17º  | 9  | Danilo Petrucci  | IodaRacing Project        | ART                | 21   | +1:39.176 | 22º     |       |
| 18º  | 63 | Mike Di Meglio   | Avintia Racing            | Avintia GP14       | 21   | +1:51.962 | 23º     |       |

### Ritirati
| Nº | Pilota          | Squadra              | Motocicletta       | Giri | Griglia |
| -- | --------------- | -------------------- | ------------------ | ---- | ------- |
| 45 | Scott Redding   | Go&Fun Honda Gresini | Honda RCV1000R     | 19   | 13º     |
| 5  | Colin Edwards   | NGM Forward Racing   | Forward Yamaha     | 17   | 19º     |
| 35 | Cal Crutchlow   | Ducati Team          | Ducati Desmosedici | 12   | 7º      |
| 19 | Álvaro Bautista | Go&Fun Honda Gresini | Honda RC213V       | 9    | 12º     |
| 23 | Broc Parkes     | Paul Bird Motorsport | PBM                | 8    | 21º     |

## Moto2
Al termine della gara il successo è stato di Maverick Viñales su Kalex, alla seconda partenza e contemporaneamente alla prima vittoria in questa classe dopo l'ottenimento del titolo iridato nella Moto3 dell'anno precedente. Al secondo posto un altro pilota spagnolo, Esteve Rabat, vincitore della gara inaugurale della stagione e in testa alla classifica mondiale dopo le prime due prove. Il podio è stato completato dal pilota svizzero Dominique Aegerter.

### Arrivati al traguardo
| Pos. | Nº | Pilota             | Squadra                    | Motocicletta       | Giri | Tempo           | Griglia | Punti |
| ---- | -- | ------------------ | -------------------------- | ------------------ | ---- | --------------- | ------- | ----- |
| 1º   | 40 | Maverick Viñales   | Pons HP 40                 | Kalex Moto2        | 19   | 41min 31s 520ms | 6º      | 25    |
| 2º   | 53 | Esteve Rabat       | Marc VDS Racing            | Kalex Moto2        | 19   | +4.009          | 1º      | 20    |
| 3º   | 77 | Dominique Aegerter | Technomag carXpert         | Suter MMX2         | 19   | +7.323          | 3º      | 16    |
| 4º   | 36 | Mika Kallio        | Marc VDS Racing            | Kalex Moto2        | 19   | +8.590          | 11º     | 13    |
| 5º   | 3  | Simone Corsi       | NGM Forward Racing         | Forward KLX        | 19   | +9.934          | 8º      | 11    |
| 6º   | 12 | Thomas Lüthi       | Interwetten Paddock        | Suter MMX2         | 19   | +16.987         | 13º     | 10    |
| 7º   | 95 | Anthony West       | QMMF Racing                | Speed Up SF14      | 19   | +17.561         | 19º     | 9     |
| 8º   | 15 | Alex De Angelis    | Tasca Racing               | Suter MMX2         | 19   | +18.948         | 14º     | 8     |
| 9º   | 23 | Marcel Schrötter   | Tech 3                     | Tech 3 Mistral 610 | 19   | +19.720         | 10º     | 7     |
| 10º  | 88 | Ricard Cardús      | Tech 3                     | Tech 3 Mistral 610 | 19   | +24.552         | 22º     | 6     |
| 11º  | 30 | Takaaki Nakagami   | Idemitsu Honda Team Asia   | Kalex Moto2        | 19   | +28.463         | 9º      | 5     |
| 12º  | 54 | Mattia Pasini      | NGM Forward Racing         | Forward KLX        | 19   | +43.955         | 20º     | 4     |
| 13º  | 4  | Randy Krummenacher | IodaRacing Project         | Suter MMX2         | 19   | +44.344         | 23º     | 3     |
| 14º  | 11 | Sandro Cortese     | Dynavolt Intact GP         | Kalex Moto2        | 19   | +45.666         | 15º     | 2     |
| 15º  | 55 | Hafizh Syahrin     | Petronas Raceline Malaysia | Kalex Moto2        | 19   | +49.291         | 28º     | 1     |
| 16º  | 22 | Sam Lowes          | Speed Up                   | Speed Up SF14      | 19   | +51.154         | 17º     |       |
| 17º  | 21 | Franco Morbidelli  | Italtrans Racing           | Kalex Moto2        | 19   | +51.331         | 21º     |       |
| 18º  | 25 | Azlan Shah         | Idemitsu Honda Team Asia   | Kalex Moto2        | 19   | +51.683         | 33º     |       |
| 19º  | 49 | Axel Pons          | AGR Team                   | Kalex Moto2        | 19   | +52.113         | 25º     |       |
| 20º  | 45 | Tetsuta Nagashima  | Teluru Team JiR Webike     | TSR 6              | 19   | +1:02.103       | 30º     |       |
| 21º  | 97 | Román Ramos        | QMMF Racing                | Speed Up SF14      | 19   | +1:02.346       | 32º     |       |
| 22º  | 10 | Thitipong Warokorn | APH PTT The Pizza SAG      | Kalex Moto2        | 19   | +1:03.495       | 31º     |       |
| 23º  | 60 | Julián Simón       | Italtrans Racing           | Kalex Moto2        | 19   | +1:04.944       | 5º      |       |
| 24º  | 70 | Robin Mulhauser    | Technomag carXpert         | Suter MMX2         | 19   | +1:09.941       | 29º     |       |
| 25º  | 8  | Gino Rea           | AGT Rea Racing             | Suter MMX2         | 19   | +1:20.330       | 34º     |       |
| 26º  | 81 | Jordi Torres       | Mapfre Aspar               | Suter MMX2         | 19   | +1:33.781       | 12º     |       |

### Ritirati
| Nº | Pilota              | Squadra             | Motocicletta   | Giri | Griglia |
| -- | ------------------- | ------------------- | -------------- | ---- | ------- |
| 19 | Xavier Siméon       | Federal Oil Gresini | Suter MMX2     | 17   | 4º      |
| 18 | Nicolás Terol       | Mapfre Aspar        | Suter MMX2     | 16   | 26º     |
| 96 | Louis Rossi         | SAG Team            | Kalex Moto2    | 8    | 18º     |
| 2  | Josh Herrin         | AirAsia Caterham    | Caterham Suter | 5    | 27º     |
| 94 | Jonas Folger        | AGR Team            | Kalex Moto2    | 4    | 7º      |
| 7  | Lorenzo Baldassarri | Gresini Moto2       | Suter MMX2     | 3    | 24º     |
| 5  | Johann Zarco        | AirAsia Caterham    | Caterham Suter | 2    | 2º      |
| 39 | Luis Salom          | Pons HP 40          | Kalex Moto2    | 0    | 16º     |

## Moto3
La Moto3 è stata l'unica classe in cui il successo non è stato appannaggio di un pilota spagnolo: si è imposto, come nel gran premio precedente l'australiano Jack Miller su KTM che ha preceduto l'italiano Romano Fenati su moto gemella (ed è stata la prima apparizione sul podio per lo SKY Racing Team VR46) e lo spagnolo Efrén Vázquez su Honda.

### Arrivati al traguardo
| Pos. | Nº | Pilota              | Squadra                   | Motocicletta        | Giri | Tempo           | Griglia | Punti |
| ---- | -- | ------------------- | ------------------------- | ------------------- | ---- | --------------- | ------- | ----- |
| 1º   | 8  | Jack Miller         | Red Bull KTM Ajo          | KTM RC 250 GP       | 18   | 41min 06s 659ms | 1º      | 25    |
| 2º   | 5  | Romano Fenati       | SKY Racing Team VR46      | KTM RC 250 GP       | 18   | +0.069          | 8º      | 20    |
| 3º   | 7  | Efrén Vázquez       | SaxoPrint-RTG             | Honda NSF250R       | 18   | +0.172          | 2º      | 16    |
| 4º   | 42 | Álex Rins           | Estrella Galicia 0,0      | Honda NSF250R       | 18   | +7.182          | 3º      | 13    |
| 5º   | 84 | Jakub Kornfeil      | Calvo Team                | KTM RC 250 GP       | 18   | +7.264          | 6º      | 11    |
| 6º   | 10 | Alexis Masbou       | Ongetta-Rivacold          | Honda NSF250R       | 18   | +20.107         | 7º      | 10    |
| 7º   | 21 | Francesco Bagnaia   | SKY Racing Team VR46      | KTM RC 250 GP       | 18   | +20.381         | 14º     | 9     |
| 8º   | 52 | Danny Kent          | Red Bull Husqvarna Ajo    | Husqvarna FR 250 GP | 18   | +23.981         | 16º     | 8     |
| 9º   | 17 | John McPhee         | SaxoPrint-RTG             | Honda NSF250R       | 18   | +24.032         | 15º     | 7     |
| 10º  | 98 | Karel Hanika        | Red Bull KTM Ajo          | KTM RC 250 GP       | 18   | +24.222         | 17º     | 6     |
| 11º  | 58 | Juanfran Guevara    | Mapfre Aspar              | Kalex KTM           | 18   | +24.817         | 13º     | 5     |
| 12º  | 11 | Livio Loi           | Marc VDS Racing           | Kalex KTM           | 18   | +34.634         | 24º     | 4     |
| 13º  | 33 | Enea Bastianini     | Junior Team Go&Fun        | KTM RC 250 GP       | 18   | +34.955         | 21º     | 3     |
| 14º  | 31 | Niklas Ajo          | Avant Tecno Husqvarna Ajo | Husqvarna FR 250 GP | 18   | +35.020         | 12º     | 2     |
| 15º  | 44 | Miguel Oliveira     | Mahindra Racing           | Mahindra MGP3O      | 18   | +35.436         | 18º     | 1     |
| 16º  | 19 | Alessandro Tonucci  | CIP                       | Mahindra MGP3O      | 18   | +38.306         | 11º     |       |
| 17º  | 63 | Zulfahmi Khairuddin | Ongetta-AirAsia           | Honda NSF250R       | 18   | +38.536         | 20º     |       |
| 18º  | 57 | Eric Granado        | Calvo Team                | KTM RC 250 GP       | 18   | +49.325         | 19º     |       |
| 19º  | 9  | Scott Deroue        | RW Racing GP              | Kalex KTM           | 18   | +1:02.422       | 25º     |       |
| 20º  | 65 | Philipp Öttl        | Interwetten Paddock       | Kalex KTM           | 18   | +1:02.609       | 22º     |       |
| 21ª  | 22 | Ana Carrasco        | RW Racing GP              | Kalex KTM           | 18   | +1:02.695       | 31ª     |       |
| 22º  | 95 | Jules Danilo        | Ambrogio Racing           | Mahindra MGP3O      | 18   | +1:08.860       | 32º     |       |
| 23º  | 43 | Luca Grünwald       | Kiefer Racing             | Kalex KTM           | 18   | +1:18.905       | 27º     |       |
| 24º  | 38 | Hafiq Azmi          | SIC-AJO                   | KTM RC 250 GP       | 18   | +2:04.082       | 30º     |       |
| 25º  | 55 | Andrea Locatelli    | San Carlo Team Italia     | Mahindra MGP3O      | 17   | +1 giro         | 23º     |       |
| 26º  | 51 | Bryan Schouten      | CIP                       | Mahindra MGP3O      | 17   | +1 giro         | 28º     |       |

### Ritirati
| Nº | Pilota            | Squadra               | Motocicletta   | Giri | Griglia |
| -- | ----------------- | --------------------- | -------------- | ---- | ------- |
| 12 | Álex Márquez      | Estrella Galicia 0,0  | Honda NSF250R  | 17   | 4º      |
| 4  | Gabriel Ramos     | Kiefer Racing         | Kalex KTM      | 15   | 33º     |
| 23 | Niccolò Antonelli | Junior Team Go&Fun    | KTM RC 250 GP  | 7    | 5º      |
| 41 | Brad Binder       | Ambrogio Racing       | Mahindra MGP3O | 7    | 10º     |
| 32 | Isaac Viñales     | Calvo Team            | KTM RC 250 GP  | 6    | 9º      |
| 61 | Arthur Sissis     | Mahindra Racing       | Mahindra MGP3O | 0    | 26º     |
| 3  | Matteo Ferrari    | San Carlo Team Italia | Mahindra MGP3O | 0    | 29º     |